# Kaijatsaari (ö i Södra Karelen, Villmanstrand, lat 60,91, long 27,84)
Kaijatsaari är en ö i Finland. Den ligger i sjön Suuri-Urpalo och i kommunen Luumäki i den ekonomiska regionen  Villmanstrands ekonomiska region  och landskapet Södra Karelen, i den södra delen av landet, 180 km nordost om huvudstaden Helsingfors. Öns area är 0,6 hektar och dess största längd är 180 meter i nord-sydlig riktning.